# Дубна (притока Волги)
Дубна́ (рос. Дубна) — річка у Владимирській та Московській областях Російської Федерації, права притока Волги.
Дубна бере початок у Владимирській області, між селищами Корели і Зезевитово, поблизу міста Александрова, на схилах Клинсько-Дмитровської гряди.
Річка впадає у Волгу східніше від міста Дубни, на відстані 8 км нижче від Іваньковської греблі.
На Дубні — однойменне місто, селище Вербилки, села Брикова Гори, Березине, села Ратьково, Муханова.

## Гідрологія
Довжина річки Дубна — 167 км, площа басейну — 5 350 км².
Дубна тече спочатку переважно на захід. У Московській області біля села Філісово повертає на північ, а після злиття з Сулою — на південний захід. На відстані 6 км вище Вербилок змінює загальний напрямок на північно-західний. У середній течії зустрічаються довгі випрямлені ділянки. Береги річки — переважно низинні, болотяні. Дубна є судноплавною за 15 км від села Бережок і до гирла.
Основні притоки:
- ліві — Кунья, Кубжа, Веля, Сестра (найбільша);
- праві — Сула.